# Jacqueline Mazéas
Jacqueline Mazéas (Denain, 10 ottobre 1920 – Darnétal, 9 luglio 2012) è stata una discobola francese.

## Biografia
Iniziò la sua carriera  sportiva relativamente tardi, all'età di 23 anni, dopo aver concluso gli studi e aver contratto matrimonio. Nel 1946 fu campionessa nazionale del lancio del disco, migliorando nel contempo anche il record francese di specialità; non fu però selezionata per partecipare ai campionati europei di Oslo, in quanto la Francia portò solo una piccola rappresentativa femminile. Nel 1947 fu nuovamente campionessa nazionale e nel 1948 prese parte ai Giochi olimpici di Londra, conquistando la medaglia di bronzo. Nello stesso anno divenne la prima donna francese a lanciare il disco oltre i 40 m, facendo registrare, con la misura di 40,49 m, il nuovo record nazionale durante un meeting ad Amsterdam.

## Record nazionali
- Lancio del disco: 40,49 m ( Amsterdam, 13 giugno 1948)

## Palmarès
| Anno | Manifestazione  | Sede   | Evento           | Risultato | Prestazione | Note |
| ---- | --------------- | ------ | ---------------- | --------- | ----------- | ---- |
| 1948 | Giochi olimpici | Londra | Lancio del disco | Bronzo    | 40,47 m     |      |

## Campionati nazionali
- 2 volte campionessa francese assoluta del lancio del disco (1946, 1947)